# Szíladhara rend
A szíladhará rend egy női théraváda buddhista szerzetesi rend, amelyet Ácsán Szumédhó alapított az angliai Chithurst Buddhista Kolostorban. A rend tagjai a szílandharák.
1983-ban a thai szangha endgedélyezte Ácsán Szumédhó számára, hogy nőket avasson fel (pabbaddzsa) egy csoportba szedett tízes fogadalom alapján, amely után az Ácsán Cshá-féle hagyományban is hivatalos státuszt kaptak. Erre azért volt szükség, mert a théraváda hagyományban megszakadt a bhikkhuni (apáca) átadási vonal, illetve korlátozott lehetőségei voltak a meglévő rendszerben a nőknek (lásd: thilashin és maechi).

## Története
Ácsán Szumédhó kérésére Ácsán Szucsittó női szerzetesek képzését végezte 1984 és 1991 között. 2008-ra a szíladharák már több mint száz fegyelmi szabályt követtek, többek között a bhikhunik számára kialakított pāṭimokkha szabályokat. A rend rövid története során a létszám hullámzó volt. A legtöbb eddig 14 fő volt, akik főleg az angliai Amaravati Buddhista Kolostorban éltek/élnek.

## Státusza
A főleg a théraváda országokban létező, felavatásokra vonatkozó nemzeti vallási törvények tiszteletben tartása végett, kivéve Srí Lankán, szíladhará rend hivatalosan a bhikkhu (férfi buddhista szerzetes) rendnél alacsonyabb szintű. Emiatt az elmúlt húsz évben sok szíladhará igyekezett kiharcolni az egyenlő bánásmódot. Óriási kulturális jelentőséggel bír ez az ügy a nők számára a hagyományos értelemben théraváda országokban úgy mint, Burma, Thaiföld, Kambodzsa, Laosz és Srí Lanka. Thaifölddel kapcsolatban Lynne Hybels a következőket írja: "A reménytelenül szegény családokból származó fiatal férfiak, például Csiangraj tartományban, tiszteletet és érdemeket nyerhetnek a családjuk számára azzal, ha szerzetessé válnak. Ezzel szemben a lányoktól azt várják el, hogy pénzzel segítsék a családot. Az embercsempészek is jól tudják ezt, ezért vadásznak az ilyen helyzetben lévő fiatal lányokra, és könnyeen veszik rá őket a prostitúcióra." A sziladharához hasonló női rendekbe való belépés azonban a buddhizmus szerint is helytelen nézetből fakadnak, ami inkább jelenti a karrierizmust és az ökonomizmust, mintsem a lemondó életmódot.
Többéves huzavonát követően Ácsán Szumédhó kiadott egy öt pontból álló kiáltványt a nők szerepét és jogait illetően az Amaravati egyházi közösségben. Ez megállapította a női szerzetesek alsóbbrendű státuszát a férfi szerzetesekkel szemben. A kiáltvány kijelenti, hogy bár néhány tanítás és igazgatási feladat a két rend között egyenlő, a sziladhara rend egyértelműen alacsonyabb rangú.
Az öt pontos kiáltványt az világi életet hátrahagyott (káma-lóka) szerzetesek egy nők elleni diszkriminációnak tartják. Egyes szerzetesek és tudósok is a vinaja és más szövegek pontatlan értelmezésének tartják. Ezen felül, a nemzeti törvények, amelyeknek a kiáltvány kívánt megfelelni különböztek magától a vinajától. Erre Ácsán Brahm is felhívta a figyelmet.
Ácsán Szumédhó legnagyobb igyekezete ellenére az Amaravatiban élő női szerzetesek többsége hátrahagyta az egyházi életet az Amaravati vezetőségének diszkriminatív és együttérzés nélküli hozzáállására hivatkozva. Ezt követően ebből a csoportból két szíladhara megalapította az Alókavihára közösséget az Egyesült Államokban. Az elmúlt években a több korábbi szíladhara tett teljes szerzetesi (bhikkhuni) esküt.

### 2009-es felavatás a Bódhinyána kolostorban
A szíladhara rend strukturális megközelítését több buddhista szerzetes találta ellentmondásosnak világszerte. 2009. október 22-én Ácsán Brahm leegyszerűsítette a nők számára a felavatási szertartást, amely során négy bhikkhuni(Ácsán Vajama, Niródha, Széri és Haszapanna) kapott felavatást Ácsán Brahm hagyományvonalába. Az Ácsán Cshá féle thai erdei hagyományon belüli bhikkhuni átadási vonal újbóli elindításának megalapításában Ácsán Szudzsató is részt vett. Szudzsató más tudósokkal együtt (például Brahm és Bhikkhu Análajó) arra a következtetésre jutott, hogy semmilyen érvényes oka nincs annak, hogy ne lehetne a kihalt bhikkuni rendet újból elindítani. A szertartásra az Ácsán Brahm által alapított Bódhinyána Kolostorban került sor az ausztrál Serpentine (Perth közelében) településen. A felavatási szertartás miatt Brahmot kizárták az Ácsán Cshá féle thai erdei hagyományvonalból 2009. november 1-jén, egy a thai egyházközösség által megrendezett tanácskozás során. Ezt követően, 2012-ben Ácsán Szudzsató megalapította Ausztráliában a Santi Erdei Kolostort, egy női szerzetesek számára fenntartott buddhista kolostort (vihára).